# Vadian Bank

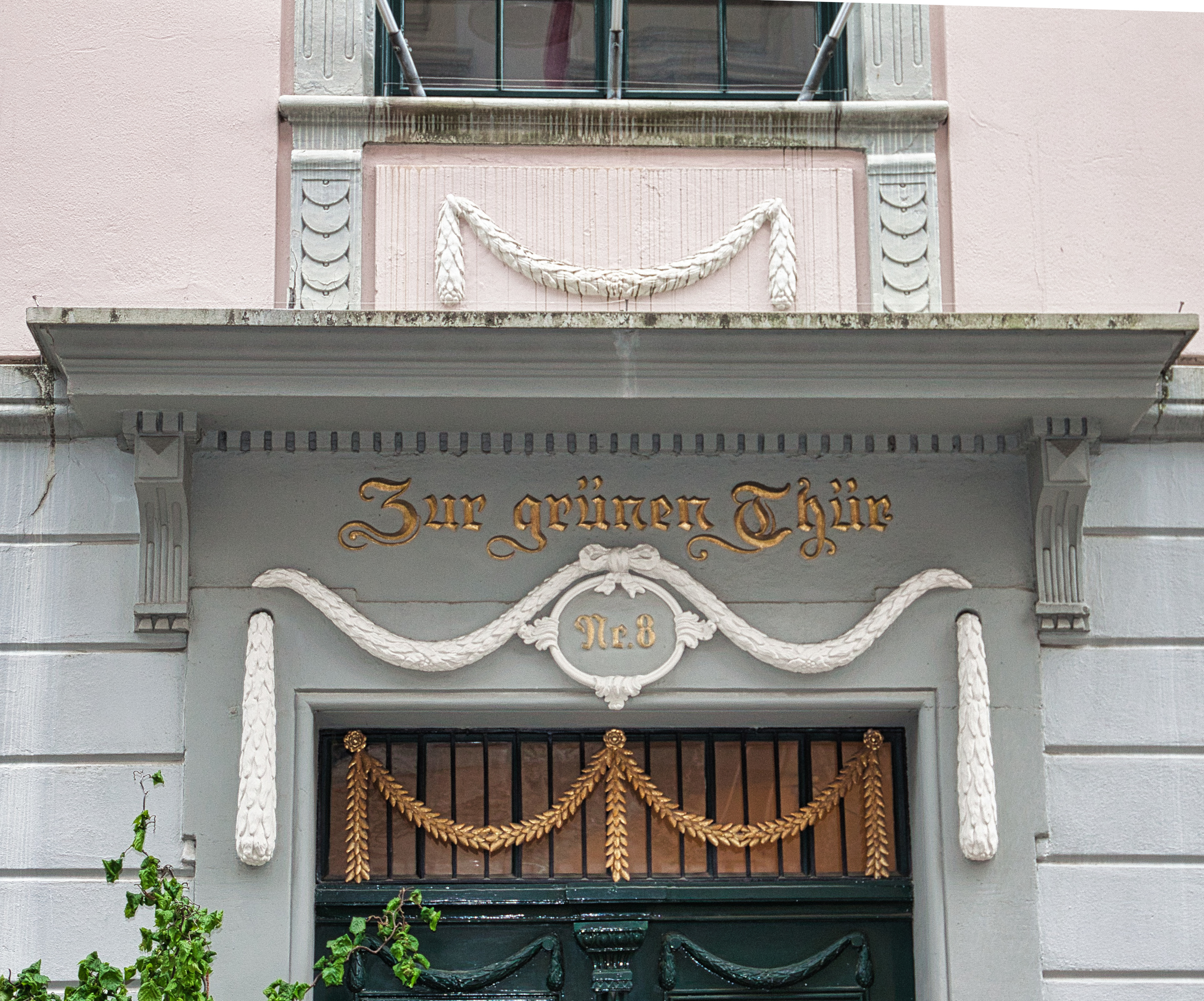
Haus Zur grünen Tür in der Webergasse

Die Vadian Bank AG (bis 2006 Ersparnisanstalt der Stadt St. Gallen) war eine Schweizer Privatbank mit Sitz in St. Gallen. Ihr Tätigkeitsgebiet lag in der Vermögensplanung und -strukturierung von Familienvermögen, im Private Banking und klassischen Bankdienstleistungen für Privatkunden.
Die Vadian Bank AG beschäftigte zuletzt 28 Mitarbeiter und verfügte per Ende 2012 über eine Bilanzsumme von 452,3 Millionen Schweizer Franken. Das Bankinstitut befand sich seit seiner Gründung vollständig im Besitz der Ortsbürgergemeinde St. Gallen. Die Vadian Bank AG war per Ende 2010 aus dem Regionalbanken-Verbund ausgetreten und seither als eigenständige Bank tätig. Sie war die letzte Privatbank in St. Gallen.

## Geschichte
Gegründet wurde die Vadian Bank AG 1811 von der Ortsbürgergemeinde St. Gallen als erstes im Besitz der öffentlichen Hand befindliche Bankinstitut unter dem Namen Ersparungs-Cassa. In dieser Zeit waren Stadt und Region St. Gallen durch die blühende Textil- und Stickereiindustrie geprägt. Das Hauptgeschäft der Ersparungs-Cassa bildete jedoch nicht die Leintuchfinanzierung, sondern das Spargeschäft. 1896 wurde das Institut in Ersparnisanstalt der Stadt St.Gallen umbenannt.
Ende 2006 erfolgte die Umwandlung von einer öffentlich-rechtlichen Anstalt in eine Aktiengesellschaft. Damit verbunden war die Namensänderung in Vadian Bank AG zu Ehren des St. Galler Reformators Vadian.
Am 30. November 2014 wurde die Bank an die St.Galler Kantonalbank verkauft, die Fusion erfolgte zum 1. Juli 2015.